# Itomia
Itomia là một chi bướm đêm thuộc họ Erebidae.

## Các loài tiêu biểu
- Itomia opistographa Guenée, 1852